# Badminton Pan Am
Badminton Pan Am (BPA) – jedna z pięciu organizacji kontynentalnych Międzynarodowej Federacji Badmintona. Jej siedziba znajduje się w Limie, a obecnym szefem jest Gustavo Salazar. W jej skład wchodzi 33 krajowych związków badmintona, z Ameryki Północnej i Południowej.

## Członkowie Badminton Pan Am
| L.p. | Państwo           | Nazwa                                             |
| ---- | ----------------- | ------------------------------------------------- |
| 1.   | Argentyna         | Federacion de Badminton de la República Argentina |
| 2.   | Aruba             | Aruba Badminton Club                              |
| 3.   | Barbados          | Barbados Badminton Association                    |
| 4.   | Bermudy           | Bermuda Badminton Association                     |
| 5.   | Brazylia          | Confederacao Brasileira de Badminton              |
| 6.   | Chile             | Federación Chilena de Badminton                   |
| 7.   | Curaçao           | Badminton Bond Curacao                            |
| 8.   | Dominikana        | Federación Dominicana de Badminton                |
| 9.   | Ekwador           | Federación Ecuatoriana de Badminton               |
| 10.  | Falklandy         | Stanley Badminton Club                            |
| 11.  | Grenada           | Grenada Badminton Association                     |
| 12.  | Gwatemala         | Federación Nacional de Badminton de Guatemala     |
| 13.  | Gujana            | Guyana Badminton Association                      |
| 14.  | Haiti             | Federacion Haitienne de Badminton                 |
| 15.  | Honduras          | Federación Nacional De Badminton de Honduras      |
| 16.  | Jamajka           | Jamaica Badminton Association                     |
| 17.  | Kajmany           | Cayman Islands Badminton Association              |
| 18.  | Kanada            | Badminton Canada                                  |
| 19.  | Kolumbia          | Federación Colombiana de Badminton                |
| 20.  | Kostaryka         | Asociación Costarricense de Badminton "ADB"       |
| 21.  | Kuba              | Federación Cubana de Badminton                    |
| 22.  | Meksyk            | Federación Mexicana de Badminton                  |
| 23.  | Panama            | Asociación Panameña de Badminton                  |
| 24.  | Paragwaj          | Federacion Paraguaya de Badminton                 |
| 25.  | Peru              | Federación Deportiva Peruana de Badminton         |
| 26.  | Portoryko         | Federación Puertoriqueña de Badminton             |
| 27.  | Saint Lucia       | ST. Lucia Badminton Association                   |
| 28.  | Salwador          | Federación Salvadoreña de Badminton               |
| 29.  | Surinam           | Surinaamse Badminton Bond                         |
| 30.  | Trynidad i Tobago | Trinidad & Tobago Badminton Association           |
| 31.  | Stany Zjednoczone | USA Badminton                                     |
| 32.  | Urugwaj           | Asociación Uruguaya de Badminton                  |
| 33.  | Wenezuela         | Federación Venezolana de Badminton                |